# Sietesz
Sietesz ist eine Ortschaft mit einem Schulzenamt der Gemeinde Kańczuga im Powiat Przeworski der Woiwodschaft Karpatenvorland in Polen.

## Geographie
Der Ort liegt im Rzeszów-Vorgebirge, etwa 13 Kilometer südwestlich von Przeworsk, 13 Kilometer südöstlich von Łańcut und 25 Kilometer östlich von Rzeszów.
Nachbarorte sind Markowa im Nordwesten, Gać im Norden, Niżatyce im Nordosten, die Stadt Kańczuga und Siedleczka im Südosten sowie Lipnik, Chodakówka und Husów im Westen.

## Geschichte
Im Jahr 1375 übergab Otto von Pilcza einem anderen Ritter das Dorf Myculicze (heute Mikulice). Im Dokument wurden einige schon bestehende benachbarte Dörfer erwähnt, unter anderem Sethescha. Nach dem Historiker Franciszek Trojnar (im Jahr 1988) gehörten diese Dörfer zu den älteren slawischen Siedlungen in diesem Gebiet (möglicherweise schon aus der Zeit des Fürstentums Halytsch-Wolodymyr). Später, im Jahr 1384 wurde der Ort als Czetyes erwähnt, und zwar inmitten von meistens von den Walddeutschen gegründeten Dörfern. Dies führte im Jahr 1934 den deutschen Volkskundler Kurt Lück im Gegensatz zu Trojnar zu der Schlussfolgerung, dass Sietesz früher deutschsprachig gewesen sei. Außer diesem Kontext hinterließ aber die vermutlich ehemalige deutsche Ansiedlung keine Spuren in den Quellen, wie in den anderen benachbarten Dörfern.
Später gehörten diese Dörfer zu Elisabeth von Pilitza und im Jahr 1450 zu ihrem Sohn, Jan von Pilcza.
Bei der Ersten Teilung Polens kam Sietesz 1772 zum neuen Königreich Galizien und Lodomerien des habsburgischen Kaiserreichs (ab 1804). Nach der Aufhebung der Patrimonialherrschaft mit Leibeigenschaft bildete es ab 1850 eine Gemeinde im Bezirk und Gerichtsbezirk Przeworsk. Im Jahr 1900 hatte die Gemeinde 1267 Hektar Fläche, 443 Häuser mit 2322 Einwohnern, davon die Mehrheit römisch-katholisch und polnischsprachig, außer den 47 deutschsprachigen (eigentlich jiddischsprachigen) Juden.
1918, nach dem Ende des Ersten Weltkriegs und dem Zusammenbruch der k.u.k. Monarchie, kam der Ort zu Polen. Unterbrochen wurde dies nur durch die Besetzung Polens durch die Wehrmacht im Zweiten Weltkrieg.
Von 1975 bis 1998 gehörte Sietesz zur Woiwodschaft Przemyśl.